# Polyura madeus
Polyura madeus är en fjärilsart som beskrevs av Rothschild 1899. Polyura madeus ingår i släktet Polyura och familjen praktfjärilar. Inga underarter finns listade i Catalogue of Life.